# بربریسم
بربریسم یا بربریت ممکن است به موارد زیر اشاره داشته باشد:
- بربریت (زبان شناسی) ، کلمه، عبارت یا تلفظ غیر استاندارد
  - کلمات ترکیبی که قبلا "بربریت" نامیده می شد
- هر جامعه ای به عنوان بربری ها تعبیر شود
  - تهاجمات بربرها ، دوره مهاجرت به داخل یا به اروپا در اواسط هزاره اول پس از میلاد
- موزه بربریت ، موزه ای در قبرس شمالی

## کنگره جهانی آمازیغ
یک سازمان غیردولتی بین‌المللی است که با هدف ایجاد ساختار و نمایندگی بین‌المللی برای منافع فرهنگی و سیاسی قوم بربر ایجاد شده‌است.